# EUBG 2014 II
EUBG 2014 II of EUBG 2014-2 was een EU-battlegroup die bestond uit circa 3000 militairen uit België, Duitsland, Luxemburg, Spanje, Nederland en Macedonië. Zij stond paraat van 1 juli tot en met 31 december 2014.

## Samenstelling en uitrusting
EUBG 2014 II bevatte ongeveer 745 Nederlandse militairen:
- 14 CV90's met 220 infanteristen;
- 14 Bushmasters met 180 militairen van de Luchtmobiele Brigade;
- 2 helikopterdetachementen (Chinooks) met 180 troepen;
- 65 stafleden voor de Belgische Force Headquarters en Infantry Task Force;
- 100 National Support Element detachement (logistiek en medisch).

België leverde de meeste troepen: 1800 militairen. Het vormde een binationale Infantry Task Force met Nederland, bestaande uit 4 infanteriegevechtseenheden. De 2 Nederlandse eenheden waren een zware infanteriecompagnie en een Manpadscompagnie; de 2 Belgische eenheden waren een lichte infanteriecompagnie op Dingo's een en compagnie Piranha IIIC's met DF90 (Direct Fire met 90mm-kanon). De Belgische helikoptergroep bestond uit 6 Agusta A109's.
Duitsland leverde CH-53 “Stallion” transporthelikopters.
Spanje leverde veldartillerie (155mm), een Signal Intelligence-eenheid (SIGINT) een luchtdefensiepeloton. Er was ook een team van Belgische en Spaanse genie en psy ops-specialisten.
Luxemburg leverde een verkenningscompagnie.
Macedonië was een uitzonderlijke deelnemer, omdat het land geen lid is van de Europese Unie of de NAVO.

## Oefeningen

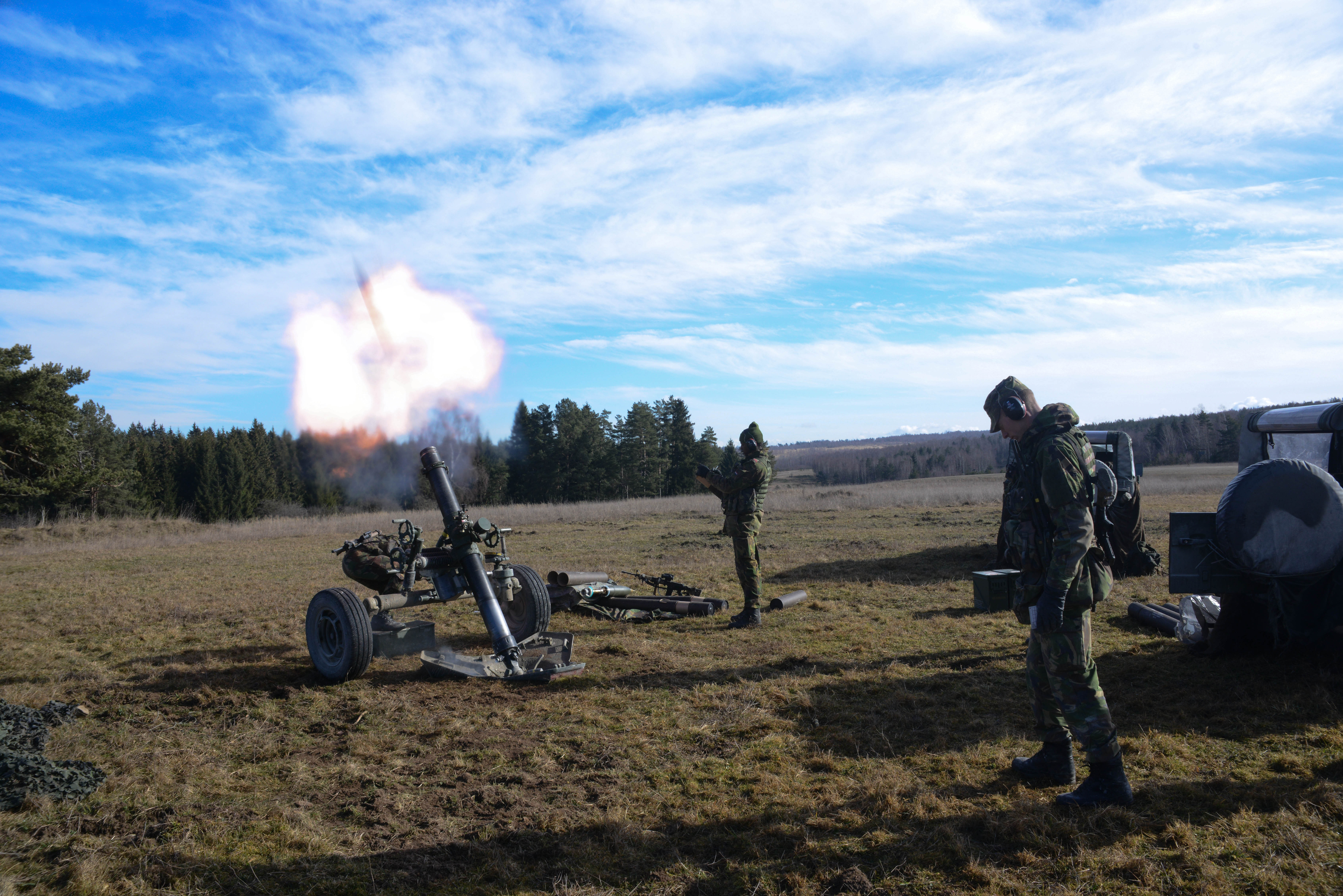
Nederlandse artillerie-oefening tijdens "Rampant Lion".

Eind februari 2014 hield EUBG 2014 II een oefening met de codenaam "Rampant Lion" in Grafenwöhr. In juni 2014 hield EUBG 2014 II trainingsoefeningen in de Ardennen, codenaam "Quick Lion", om etnisch geweld tussen de "Greys" en "Whites" te voorkomen in het fictieve land "Blueland".
Balkan Battlegroup · Battlegroup I-2010 · Battlegroup 107 · Britse Battlegroup · Brits-Nederlandse Battlegroup · EUBG 2014 II · Eurofor · Italiaans-Roemeens-Turkse Battlegroup · Multinational Land Force · Noordse Battlegroup · Spaans-Italiaanse Amfibische Battlegroup · Tsjechisch-Slowaakse Battlegroup · Visegrád Battlegroup · Weimar Battlegroup